# タッシェン

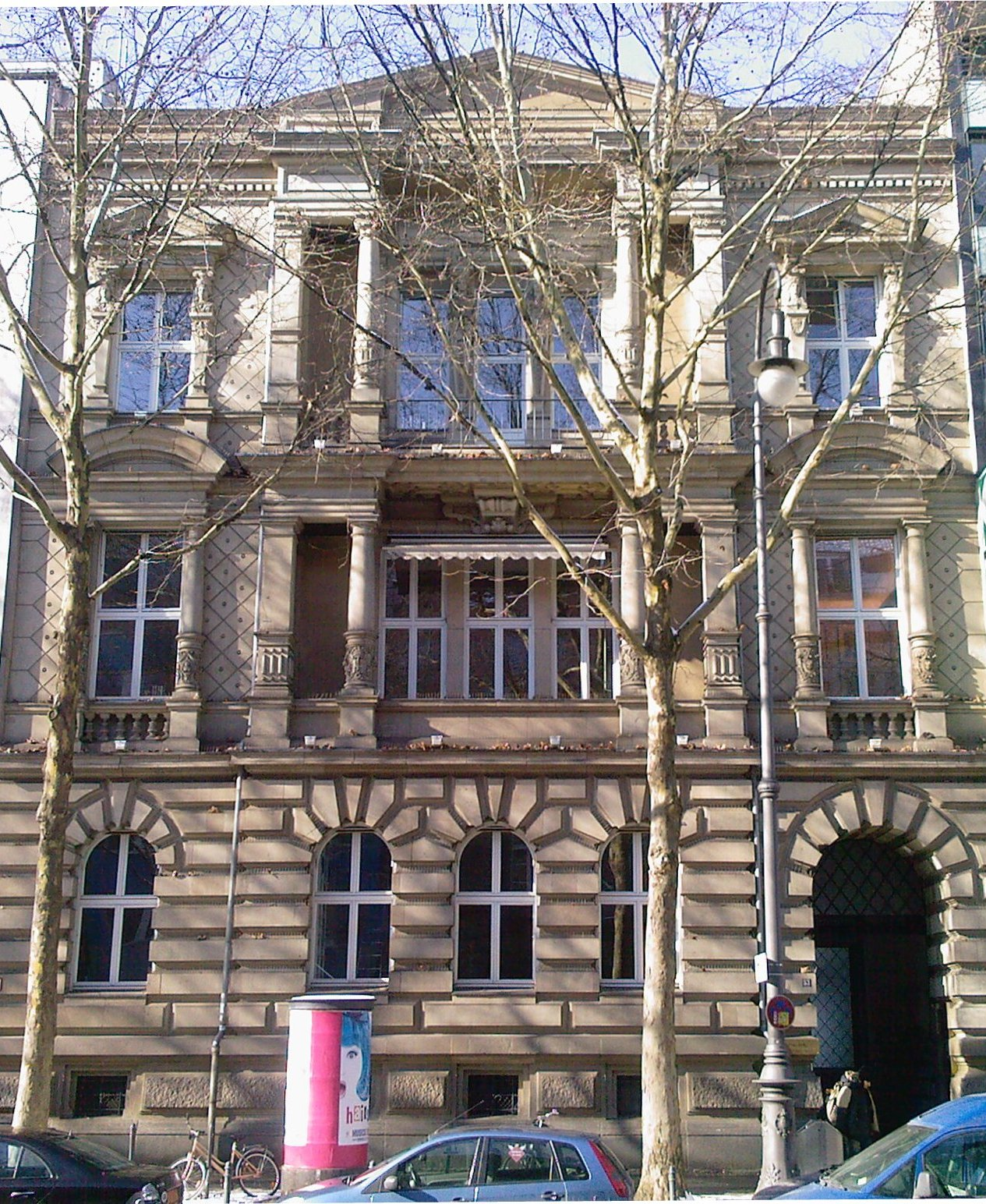
タッシェン本社（ドイツ・ケルン・ホーエンツォレルンリング）

タッシェン（Taschen）は、美術・建築・デザイン書などを中心に扱う、ドイツの出版社。
1980年にベネディクト・タッシェンが設立した。
当初はタッシェン・コミックス（Taschen Comics）として設立され、ベネディクトの漫画のコレクションを出版していたが、のちに美術書などを扱うようになった。
日本法人はタッシェン・ジャパン（東京都港区）。

## 概要

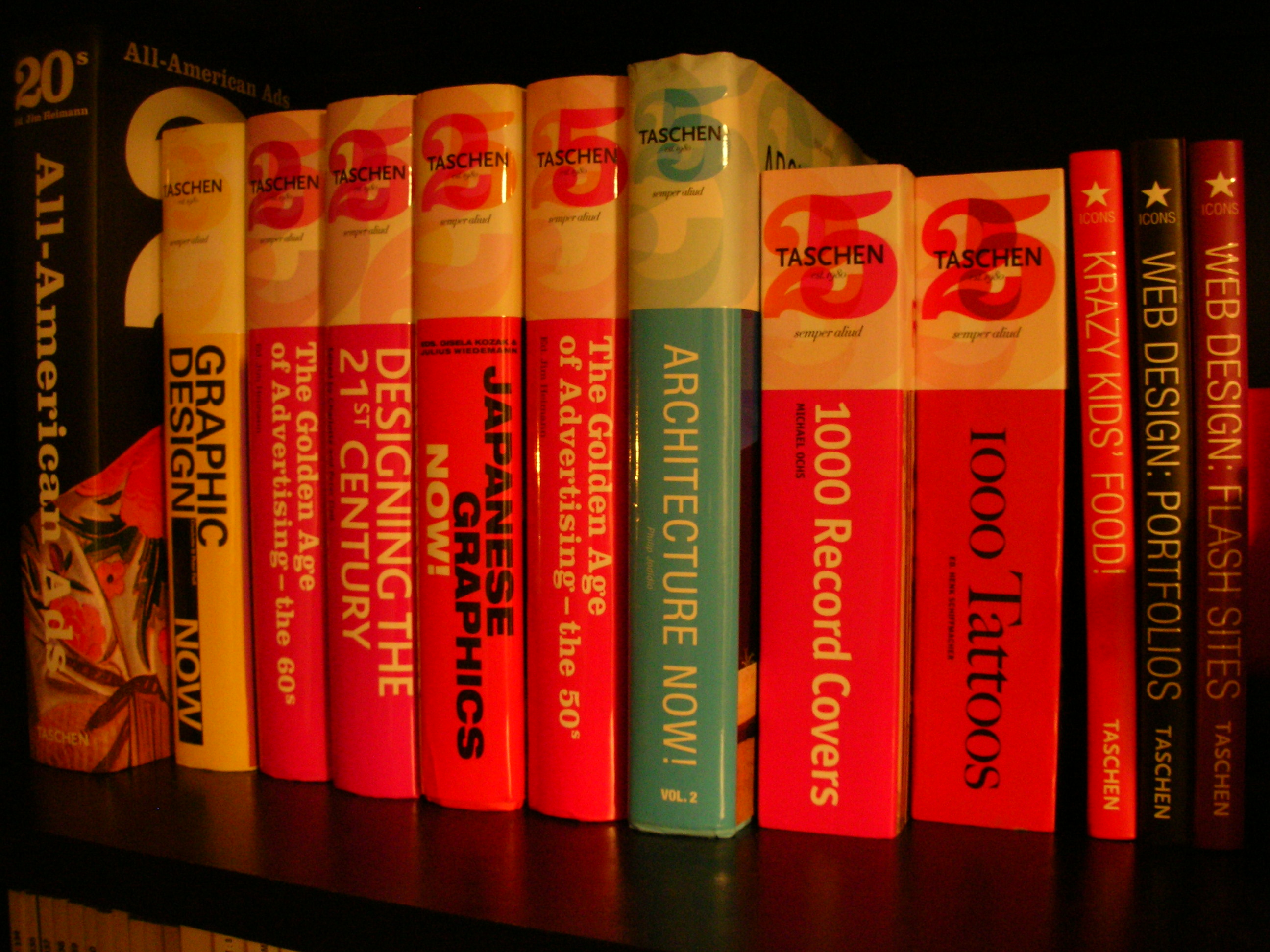
タッシェンの美術書

タッシェンの特徴として、他の大手出版社があまり取り扱わないフェティシズムやセクシュアル・マイノリティ (LGBT)、歴史的なエロティカ、ポルノグラフィーなどを題材とした美術書を多く扱っていることが上げられる。タッシェンはこれらの題材を扱った書籍を、写真集や画集、ファッション誌などの一般的なジャンルの書籍と並べて出版することで、前述したような題材を人目に触れさせる機会を増やすことに一役買った。
タッシェンの出版物には様々なサイズの書籍があり、レオナルド・ダ・ヴィンチの全作品を収録した大型の美術本から、ラスベガスやネバダの古い広告や男性ヌード写真集など、あらゆる題材を小型のソフトカバーに収録したアイコン・シリーズ（ICONS）まで幅広く扱っている。またその他に、カレンダーやアドレス帳、ポストカードなど一般的な商品も扱っている。
タッシェンが掲げる使命は、革新的で美しいデザインの美術書を、大衆的な価格で提供する、というものである。例えば先述したアイコン・シリーズは、1年に数冊の新刊が出版され、1冊の価格は10ドル程度に抑えられている。また、廉価な画集シリーズであるタッシェン・ベーシック・アート・シリーズ（Taschen Basic Art）では、1冊につき1人の画家が扱われており、ミケランジェロのような古代の作家から、ノーマン・ロックウェルなどの現代美術作家まで幅広く取り上げられている。また他に、フランク・ロイド・ライトなど世界的に著名な建築家とその作品を扱った、タッシェン・ベーシック・アーキテクチャー・シリーズ（Taschen Basic Architecture）もある。
またタッシェンは、出版史上最も高価な書籍のひとつを発行している。それは『GOAT (Greatest of All Time)』という書籍で、価格は15,000ドル、重さ75ポンド（約34キロ）、ページ数は700ページにも及ぶ。この本についてドイツのシュピーゲル誌は、「これまでに出版されたものの中で最も大きく、最も重く、最も光輝いている書籍」と評された。また、タッシェンが他に発行した高額な書籍として、ヘルムート・ニュートンの回顧展『Sumo』（15000ドル）や、荒木経惟の限定版写真集（4000ドル）などがある。

## 旗艦店
タッシェンの旗艦店は以下の地域にある。
- ベルリン, (Friedrichstraße 180-184)
- ビバリーヒルズ, (354 N. Beverly Drive)
- ブリュッセル, (Grote Zavelplein)
- ケルン, (Hohenzollernring 28)
- コペンハーゲン, (Østergade 2A)
- ハンブルク, (Bleichenbrücke 1-7)
- ロスアンゼルス, (6333 W. 3rd Street)
- ロンドン, (12 Duke of York Square)
- マイアミ, (1111 Lincoln Road - 2010年4月に開店)
- ニューヨークシティ, (107 Greene Street)
- パリ, (2 rue de Buci)

## See also
- Taschen Basic Art
- Taschen Basic Architecture